# 中断された音楽の稽古
『中断された音楽の稽古』（ちゅうだんされたおんがくのけいこ、蘭: Onderbreking van de muzik、英: Girl Interrupted at Her Music）は、オランダ黄金時代の画家ヨハネス・フェルメールが1658年から1659年ごろに制作した絵画である。油彩。音楽のレッスンないしデュエットを中断し、楽譜あるいは手紙を読むことに没頭している恋人たちを描いている。保存状態は悪いが、窓から入り込む光の自然な描写によってフェルメールの作品であることは疑いない。『兵士と笑う女』（De Soldaat en het Lachende Meisje）、『婦人と召使』（Vrouw en dienstmeid）とともに、アメリカ合衆国の実業家・美術収集家ヘンリー・クレイ・フリックが所有した3点のフェルメール作品の1つで、現在はニューヨークのフリック・コレクションに所蔵されている。

## 作品

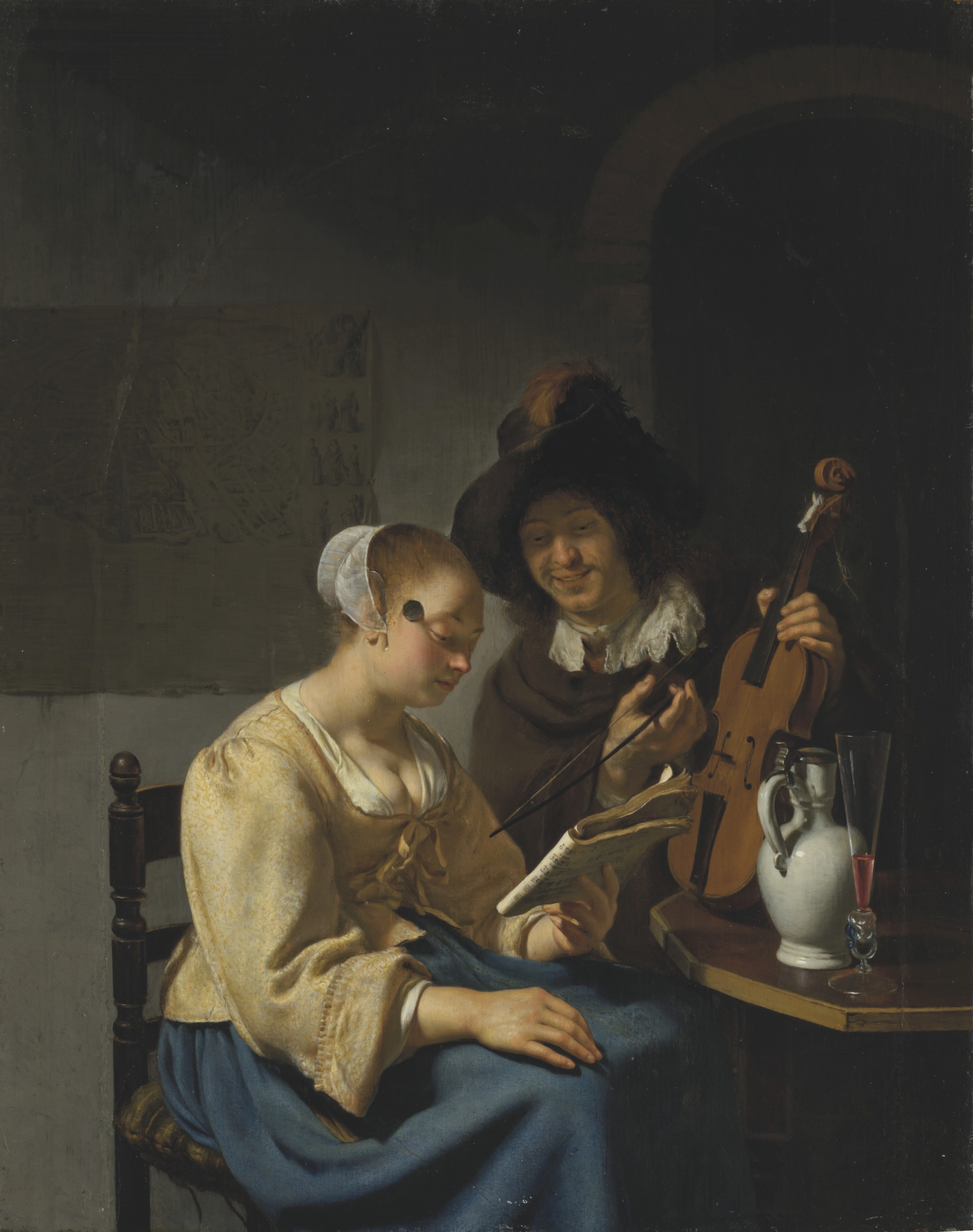
フランス・ファン・ミーリスの『楽譜を持つ女性とヴァイオリンを持つ男性』。1657年-1660年ごろ。個人蔵。

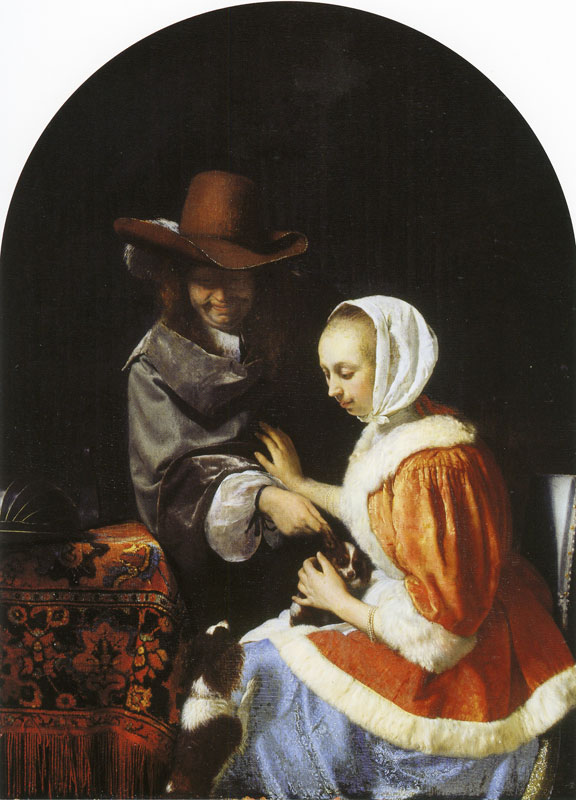
フランス・ファン・ミーリスの『犬のからかい』。1660年。マウリッツハイス美術館所蔵。

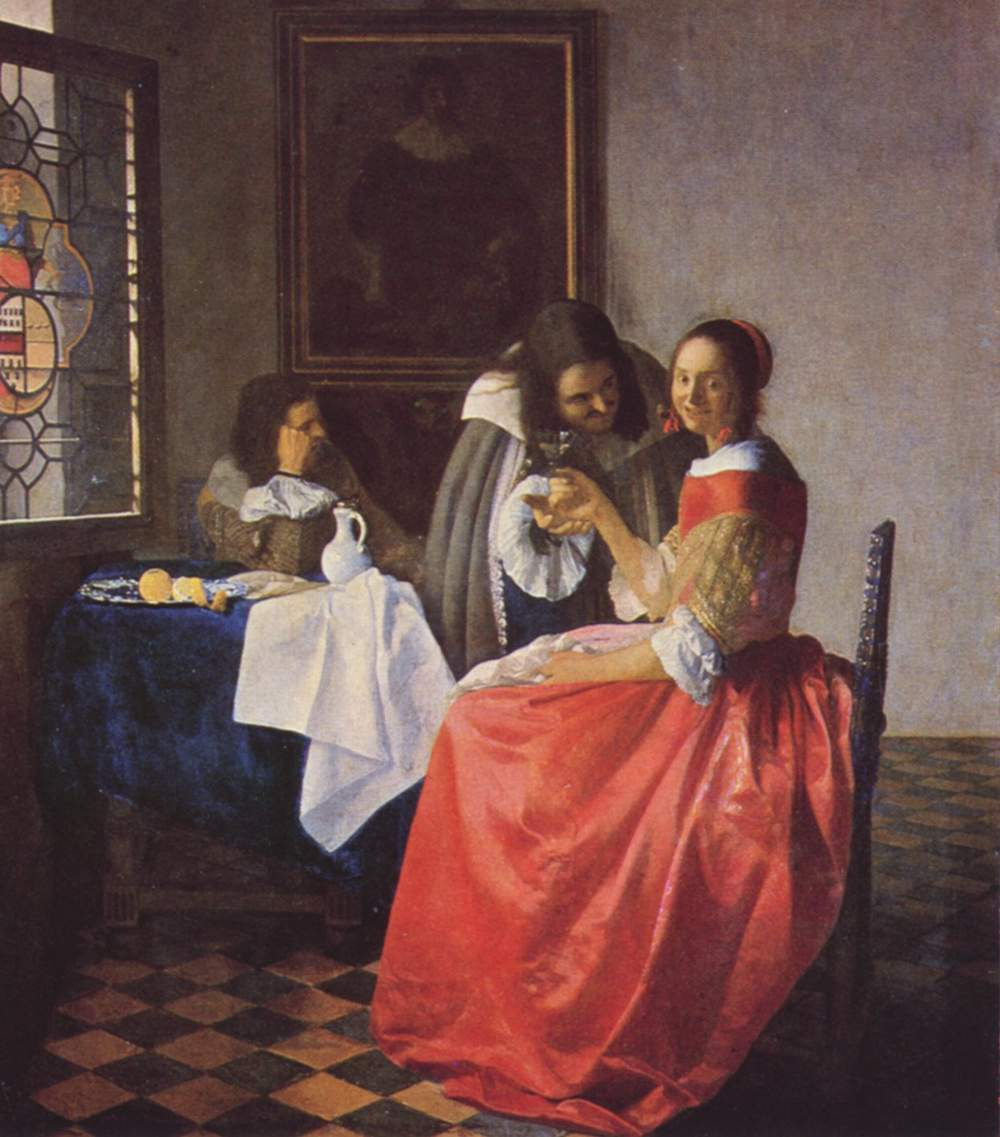
フェルメールの『女と二人の紳士』。アントン・ウルリッヒ公爵美術館所蔵。

17世紀のオランダ文化では、音楽は若い者が自由に交流できる活動の一つであり、求愛と関連していた。音楽の演奏を主題とする絵画作品も多く制作されており、フェルメールが活動した17世紀後半には芸術において音楽と愛の関係は確立され、デュエットは性的な関係の隠喩であった。
フェルメールは音楽のレッスンないしデュエットを中断し、楽譜あるいは手紙を読むことに没頭している男女を描いている。女性は赤い上着と白いリンネルの帽子を身に着け、テーブルの前の椅子に座っている。彼女は両手で楽譜を持っているが、その視線は楽譜ではなく鑑賞者の側に向けられている。彼女が鑑賞者を見る仕草は、まるで鑑賞者が彼らの邪魔をしてしまったかのような印象を与える。しかし男性は女性の仕草には気づいておらず、女性が持っている楽譜を彼もまた右手で持ち、身をかがめながら熱心に覗き込んでいる。男女の関係性は壁に掛けられた愛の神キューピッドの絵画で強化されている。テーブルの上には楽譜、撥弦楽器のシターン、陶器の水差し、繊細に塗装された赤ワインのグラスが置かれている。保存状態は悪く、キャンバスの多くの部分が摩耗しており、後代の加筆や修復の筆も多く入っている。キューピッドの絵画は1907年に修復されるまで上塗りの壁に覆われていた。画面左隅の鳥かごは美術史家コルネリス・ホフステーデ・デ・フロートの指摘以来、後代の加筆と見なされている。
図像的源泉としてはフランス・ファン・ミーリスの絵画『楽譜を持つ女性とヴァイオリンを持つ男性』（Vrouw met bladmuziek en een man met een viool）が挙げられる。フェルメールはこの作品の楽譜にのめり込む恋人たちの主題、テーブル上の静物、弦楽器の存在、構図のバランスをとるために配置された地図、膝丈の人物像といった要素に触発されていることが指摘されている。
フェルメールの署名はされていない。

## 構図の諸要素

### 窓と光
窓はフェルメールのインテリアの最も特徴的な点の1つである。窓から穏やかに差し込む光の描写だけで、フェルメールの作品であると認められるほどの説得力を持っている。
窓は本作品の中で最も保存状態の良い部分の1つである。窓のデザインは四角形、円形、半円形が組み合わさって複雑なパターンを作り出している。フェルメールは同じ窓のデザインを8作品で使用しており、このうち本作品を含む6作品では透明の窓ガラスが描かれているが、アントン・ウルリッヒ公爵美術館の『女と二人の紳士』、ベルリン絵画館の『紳士とワインを飲む女』（Het glas wijn）、アイルランド国立美術館の『手紙を書く婦人と召使』（Schrijvende vrouw met dienstbode）では色のついた窓ガラスが描かれている。

### 若い恋人たち
若い女性は若い紳士的な男性とともに演奏に没頭する代わりに、気づいていない男性との関係を一時的に止めて観察者に一瞬注意を向けている。彼らは音楽の演奏に積極的に取り組んでいるわけではないが、テーブル上に置かれたシターンと楽譜から、人気のある主題を扱った絵画であることは明らかである。本作品の主題と構図は当時成功していた室内画家の作品に触発されているが、それらの作品では演奏に没頭する男女を描写しており、男女ともに鑑賞者に気づいていない。本作品の女性のポーズは『ワイングラスを持つ娘』と類似しており、絵画の解釈を複雑にする工夫を導入することで、鑑賞者に絵画世界へ入り込むことを強いている。
これに対して紳士的な男性は熱心に楽譜を見つめているが、音楽とテーブル上のグラスに注がれた少量の赤ワインを下心に役立てようとしている。フェルメールは男性のポーズをおそらくヤン・ステーンの『音楽の師匠』（Muziek Meester）やフランス・ファン・ミーリスの『犬のからかい』（Hondje plagen）から着想を得ている。
女性の赤い上着とスカートおよび男性のクロークは経年劣化と過去に行われた不器用な修復により損傷している。2人のうち、若い女性の顔の部分は最もオリジナルの表現が残っている。

### キューピッドの絵画

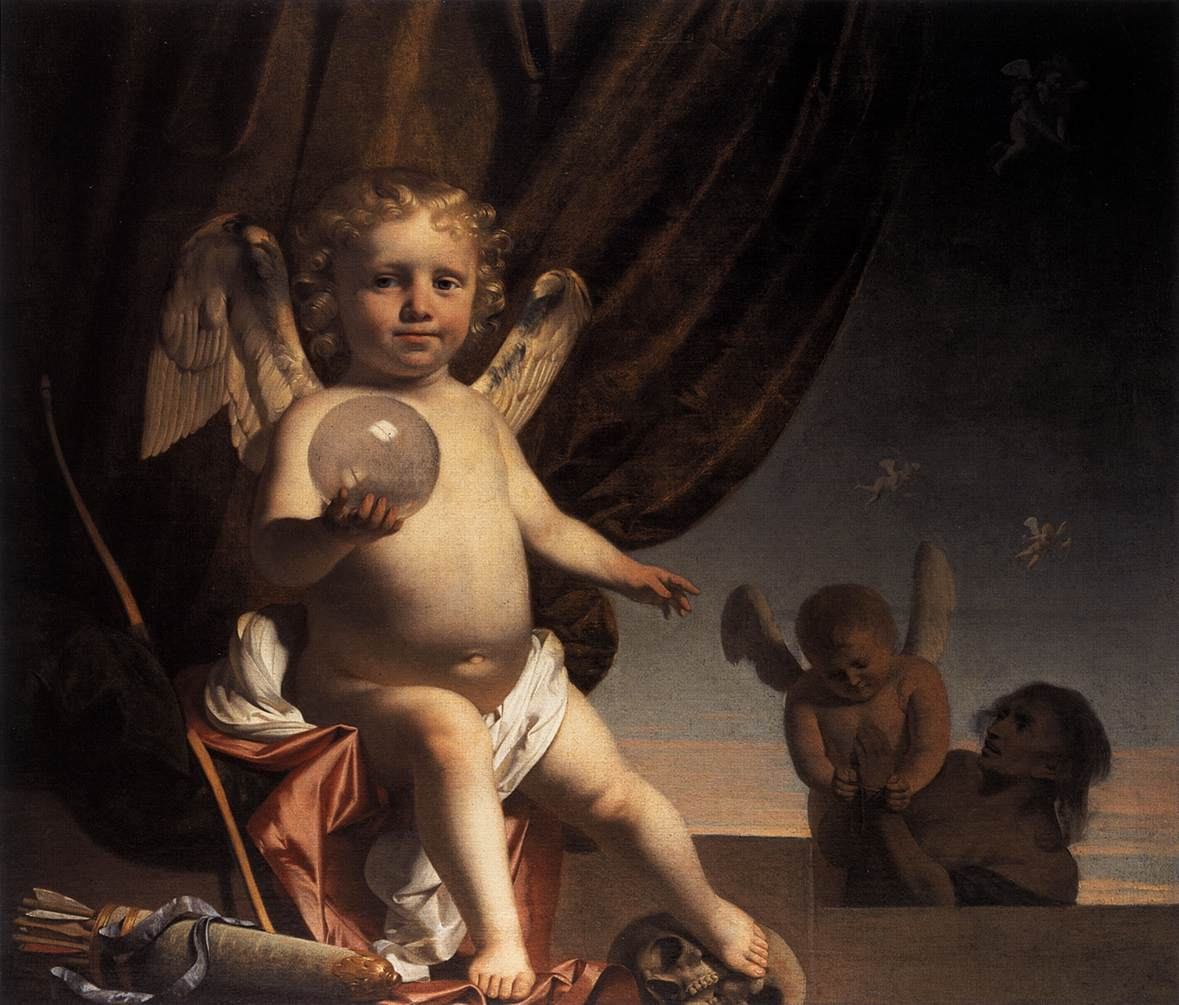
セイザル・ファン・エーフェルディンヘンが描いたキューピッドの例。

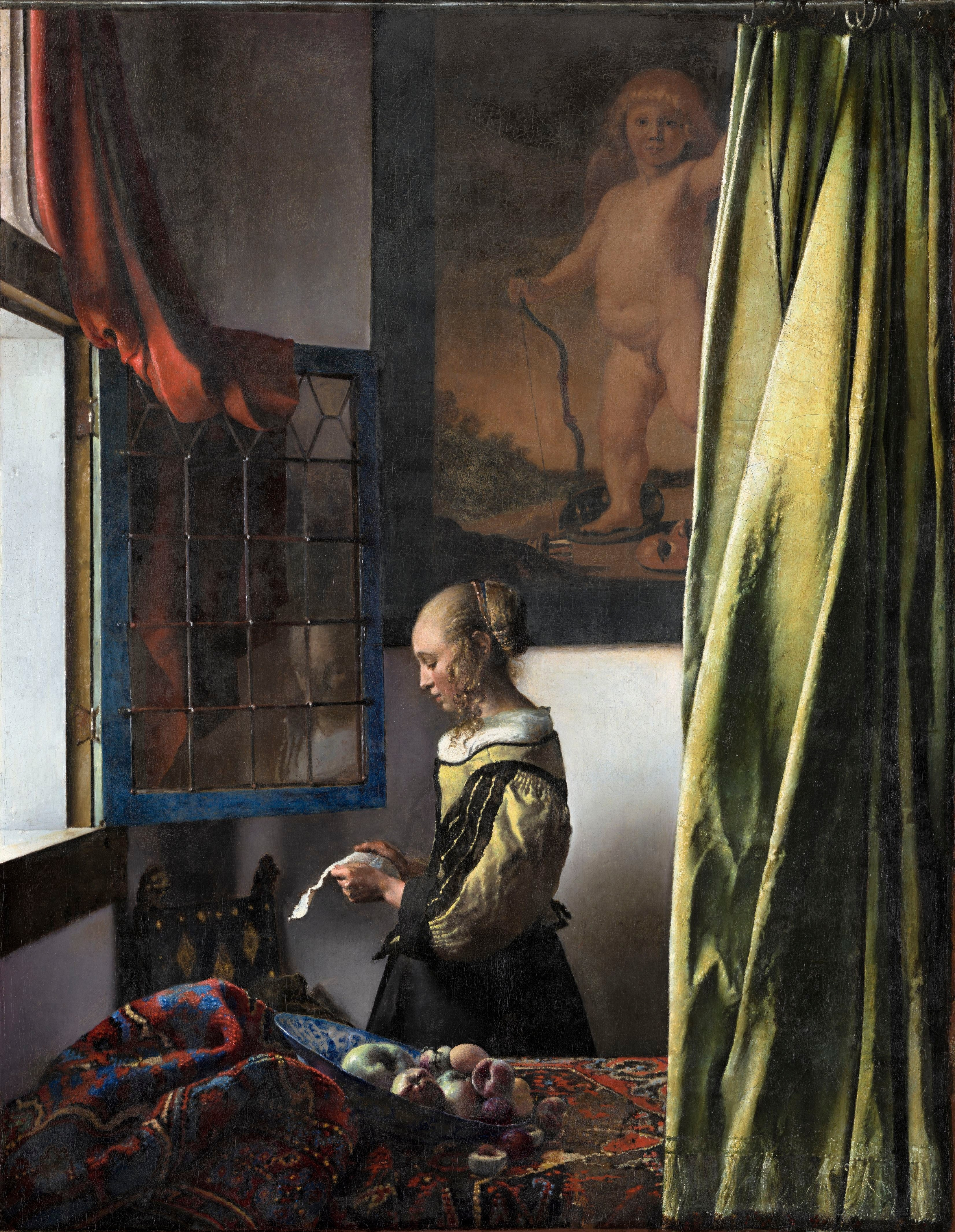
フェルメールの『窓辺で手紙を読む女』。1657年から1659年。アルテ・マイスター絵画館所蔵。

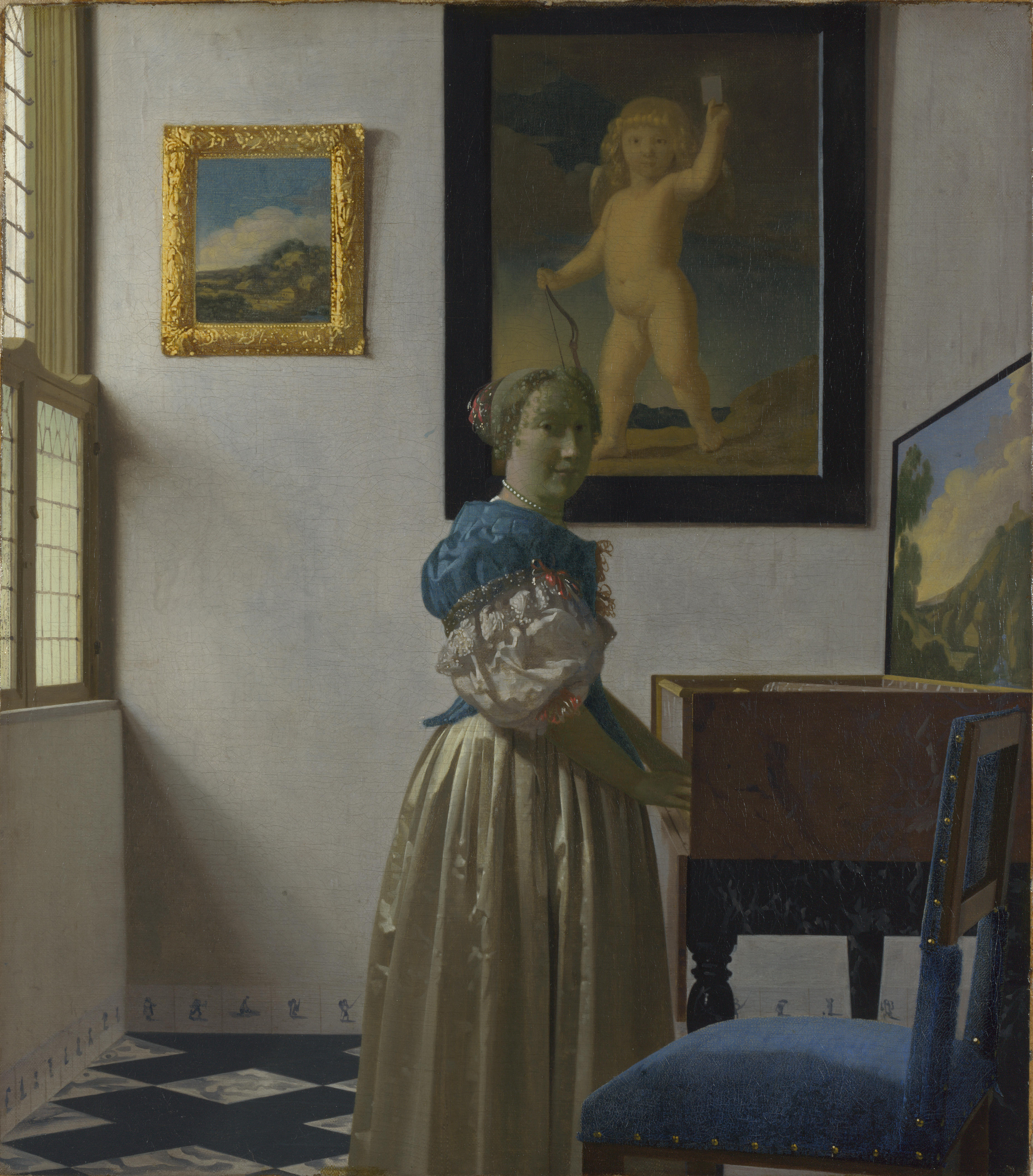
フェルメールの『ヴァージナルの前に立つ女』。1670年から1672年ごろ。ロンドン・ナショナル・ギャラリー所蔵。

画面奥の壁面には左手を上げたキューピッドを描いた絵画が掛けられている。絵画は黒檀の額縁で額装されている。フェルメールは同時期の絵画『窓辺で手紙を読む女』（Brieflezend meisje bij het venster）や1670年代の『ヴァージナルの前に立つ女』（Staande virginaalspeelster）でもキューピッドの絵画を壁に掛けた室内描写を行っている。一説によると、このキューピッドの絵画はフェルメールの義理の母マリア・ティンスのコレクションであった。キューピッドの絵画には縮尺の不一致が見られることから、フェルメールはかなりの自由度をもって自然主義的な表現を構築したことが分かる。
こうした絵画はしばしば室内で展開されるシーンについて、道徳的な補足説明を追加したり、象徴的な側面を強化するための便利な小道具として機能した。本作品においては、キューピッドの絵画はおそらく下心を音楽への興味で偽装している若い恋人たちへの警告として描かれている。キューピッドの絵画はフェルメールと同時代の画家セイザル・ファン・エーフェルディンヘンの様式のキューピッド、およびエンブレム・ブックに描かれたキューピッドと結びついている。美術史家エディ・デ・ヨングによると、手を上げたキューピッドの図像はフランドルの画家オットー・ファン・フェーンのエンブレム・ブック『愛のエンブレム集』（Amorum Emblemata, 1608年）から採られたものである。そこでは「完璧な愛はひとつしかない」（Perfectus amor non est nisi ad unum）、つまり恋人は1人でなければならないと警告している。もっとも、ウォルター・リートケは、フェルメールのキューピッドはファン・フェーンの図像に描かれた様々なアトリビュートが欠けていると指摘している。しかし絵画の状態が悪く、図像が鮮明ではないため、フェルメールの意図を完全に明らかにすることはできない。
キューピッドの絵画は後代の上塗りで覆われ、その上から小さなバイオリンを釘で吊るす室内描写がされていたが、1907年の修復によってオリジナルの描写が回復された（『窓辺で手紙を読む女』もキューピッドの絵画は上塗りで覆い隠されていたが、現在は修復されている）。

### 陶器の水差し
テーブル上に置かれたシターンの奥に、ヨーロッパ風の銀製のふたが付いた把手のある細い首の陶器と、赤ワインが注がれたグラスが置かれている。陶器には中国風の青色の絵付けがされ、銀製のふたは窓から差し込む光を反射して輝いている。一部の研究者はこれを中国製の磁器と見なしたが、他の研究者はデルフト陶器の一部と見なしている。同様の磁器はオランダ東インド会社によって中国から大量に輸入されたが、1645年までに輸入は停滞した。1620年代以来、デルフト、ハールレム、ロッテルダムの陶器生産者は、中国製の磁器の模倣を試みたが、高品質のものは限られていた。しかし長い試みの末に薄手で軽く、白釉に中国風の青色で絵付けされた陶器を作ることに成功した。オランダの陶器生産の中心地の1つデルフトでは、全盛期に30以上の窯元が操業し、家庭用品から装飾パネルまであらゆるものを製作していた。画面に描かれた陶器は水差しではなく、おそらくワインジャグであり、赤ワインが詰められている。

### 鳥かご
コルネリス・ホフステーデ・デ・フロートは1899年に鳥かごを後代の加筆であると指摘した。彼は鳥かごと壁に掛けられていたヴァイオリンを最近になって描かれたものであると不満を漏らした（ヴァイオリンは現在除去されている）。オランダの室内画において鳥かごは人気の要素であり、様々な象徴的意味を持っているが、本作品の当初のコンセプトとは無関係である。

## 来歴
本作品は19世紀にアムステルダムの商人・銀行家ピーテル・デ・スメス・ファン・アルフェンのコレクションとなっていたことが知られており、所有者が死去した翌年の1810年にフェルメールの作品として売却されている。その後、アムステルダムでコルネリス・セビーレ・ロースを含む何度かの売却を経て、イギリスの画家・美術商サミュエル・ウッドバーン（Samuel Woodburn, 1783年-1853年）の手に渡ったのち、彼の死後にロンドンのクリスティーズで売却され、フライ・アート・ギャラリーを創設した銀行家フランシス・ギブソンによって購入された。ギブソンの死後は政治家ルイス・フライと結婚した娘のエリザベス・ピース・ギブソン（Elizabeth Pease Gibson）に相続されたが、1901年、ロンドンの美術商ローリー＆カンパニーの手に渡り、ノードラー商会を経てヘンリー・クレイ・フリックによって購入された。

## 影響
フェルメールよりも一回り若い画家コルネリス・デ・マンは本先品に大いに触発されたようである。マンは本作品の鑑賞者の側を見つめながら座っている女性などの要素を取り入れて、ナショナル・トラスト所蔵の『カードゲーム』（The Game of Cards）、ブダペスト美術館所蔵の『チェスプレーヤー』（Chess players）、アムステルダム国立美術館所蔵の『音楽を演奏する恋人たち』（Couple playing music）を制作している。

## ギャラリー
フリック・コレクションの他のフェルメール作品

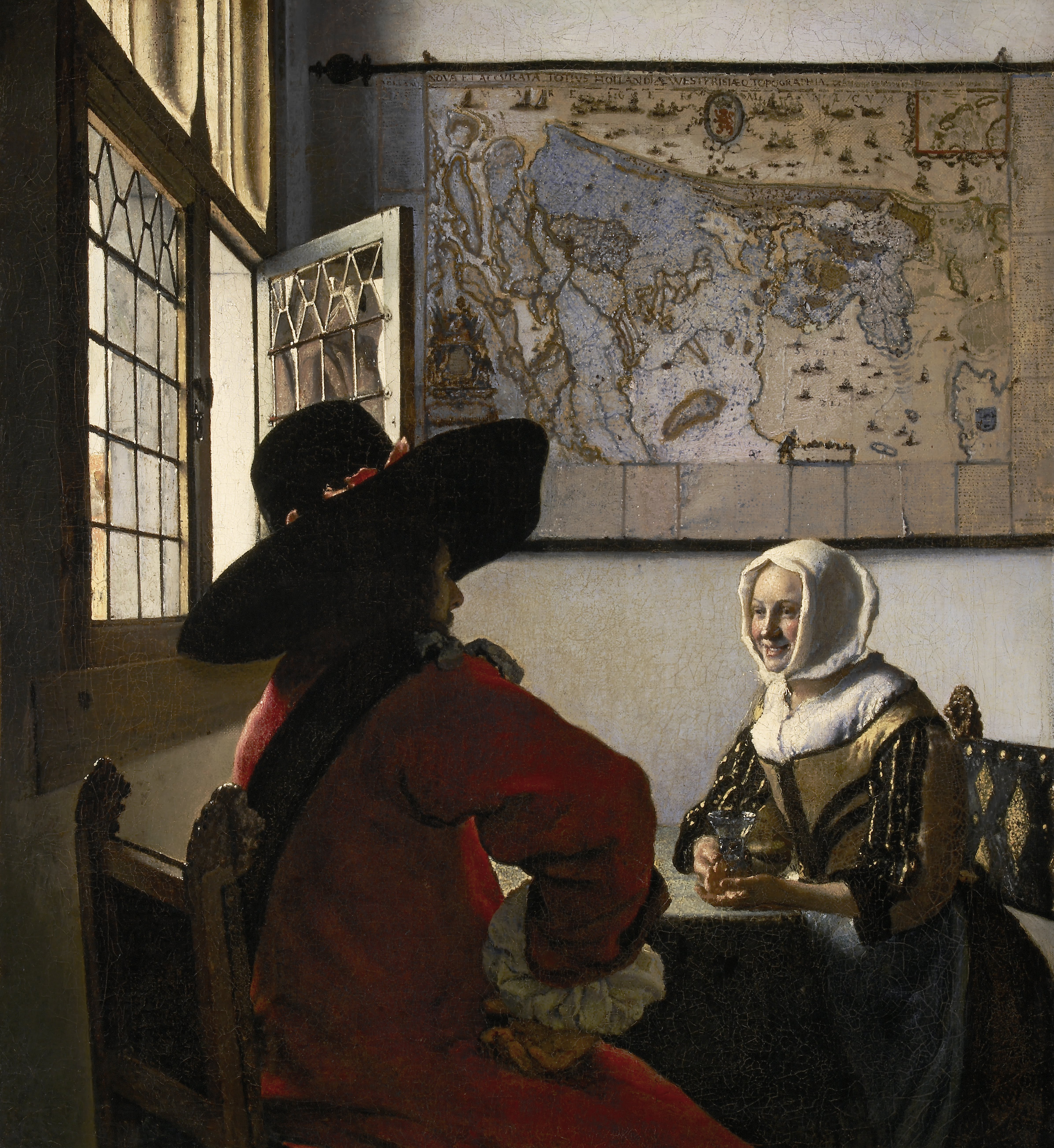
『兵士と笑う女』1657年-1659年ごろ
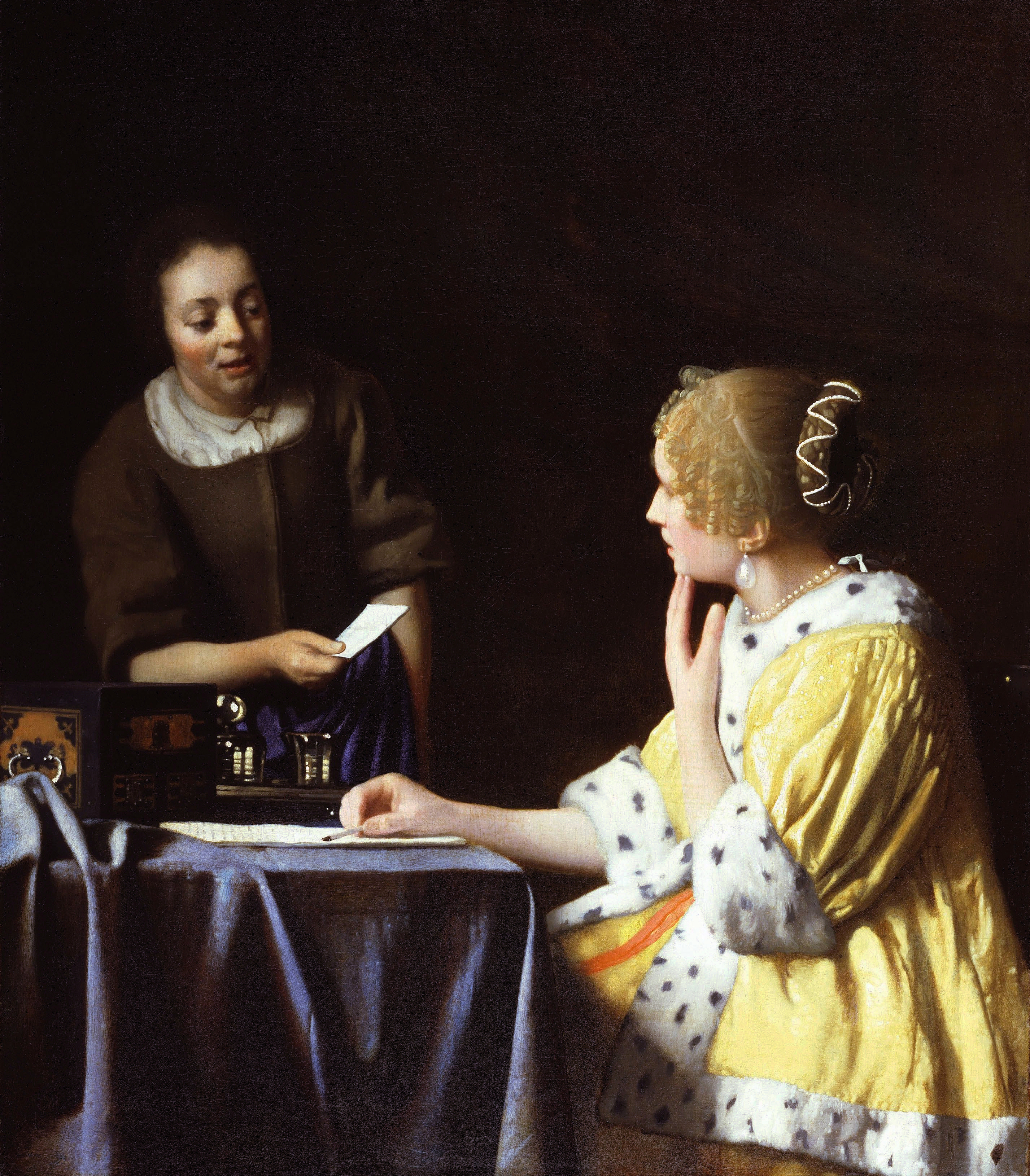
『婦人と召使』1666年-1667年ごろ

本作品に影響を受けたとされる絵画

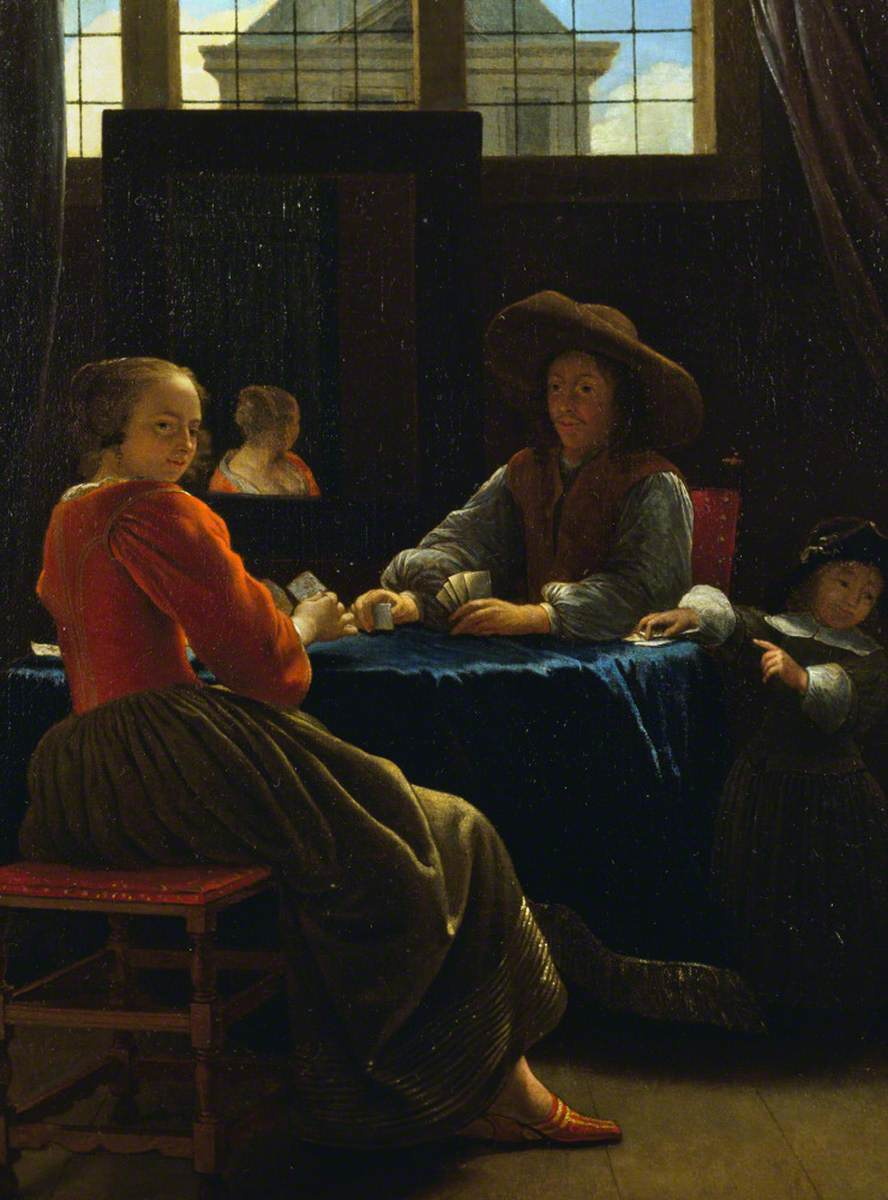
コルネリス・デ・マン『カードゲーム』1658年-1660年ごろ ナショナル・トラスト所蔵
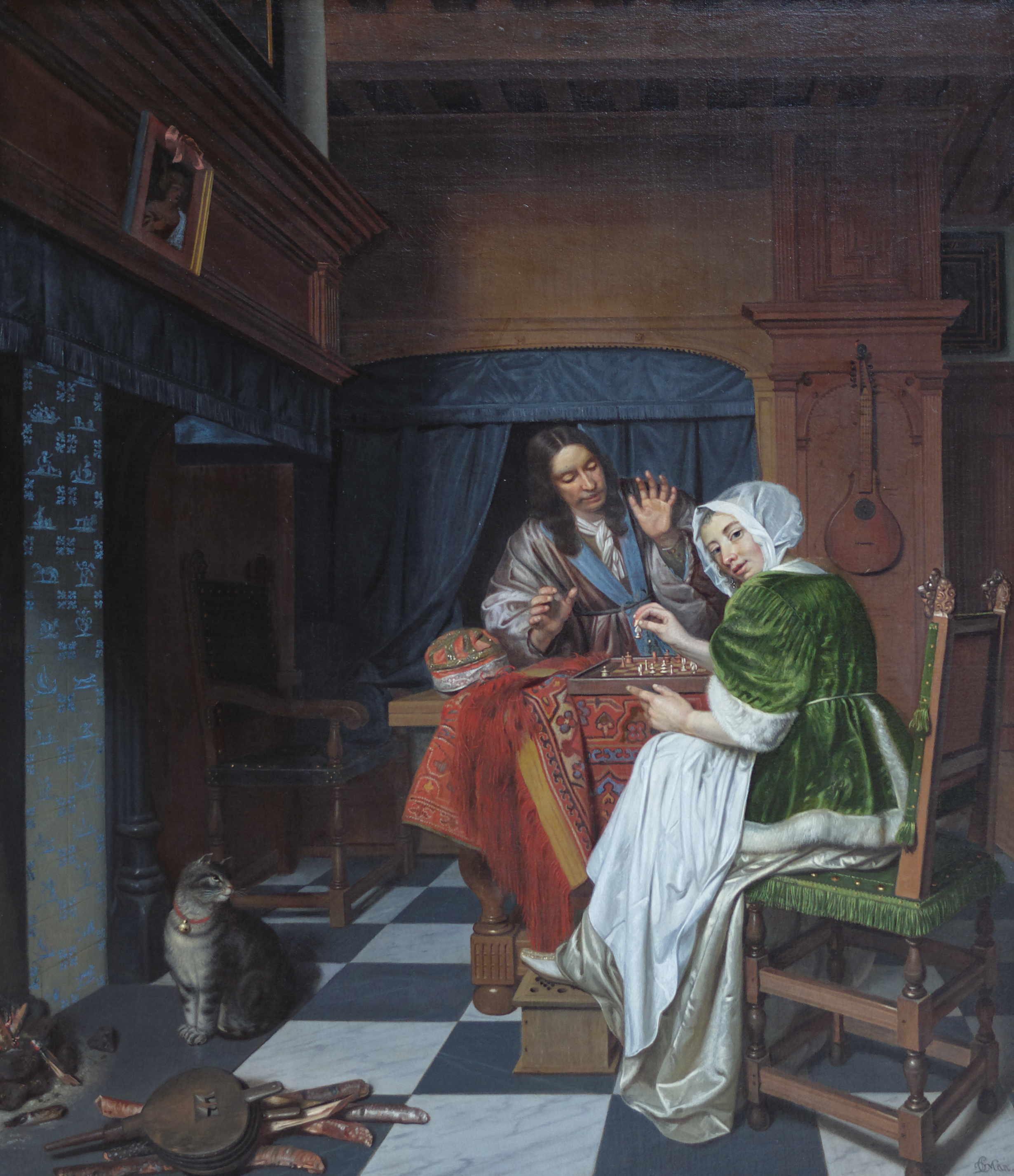
コルネリス・デ・マン『チェスプレーヤー』1670年ごろ ブダペスト美術館所蔵
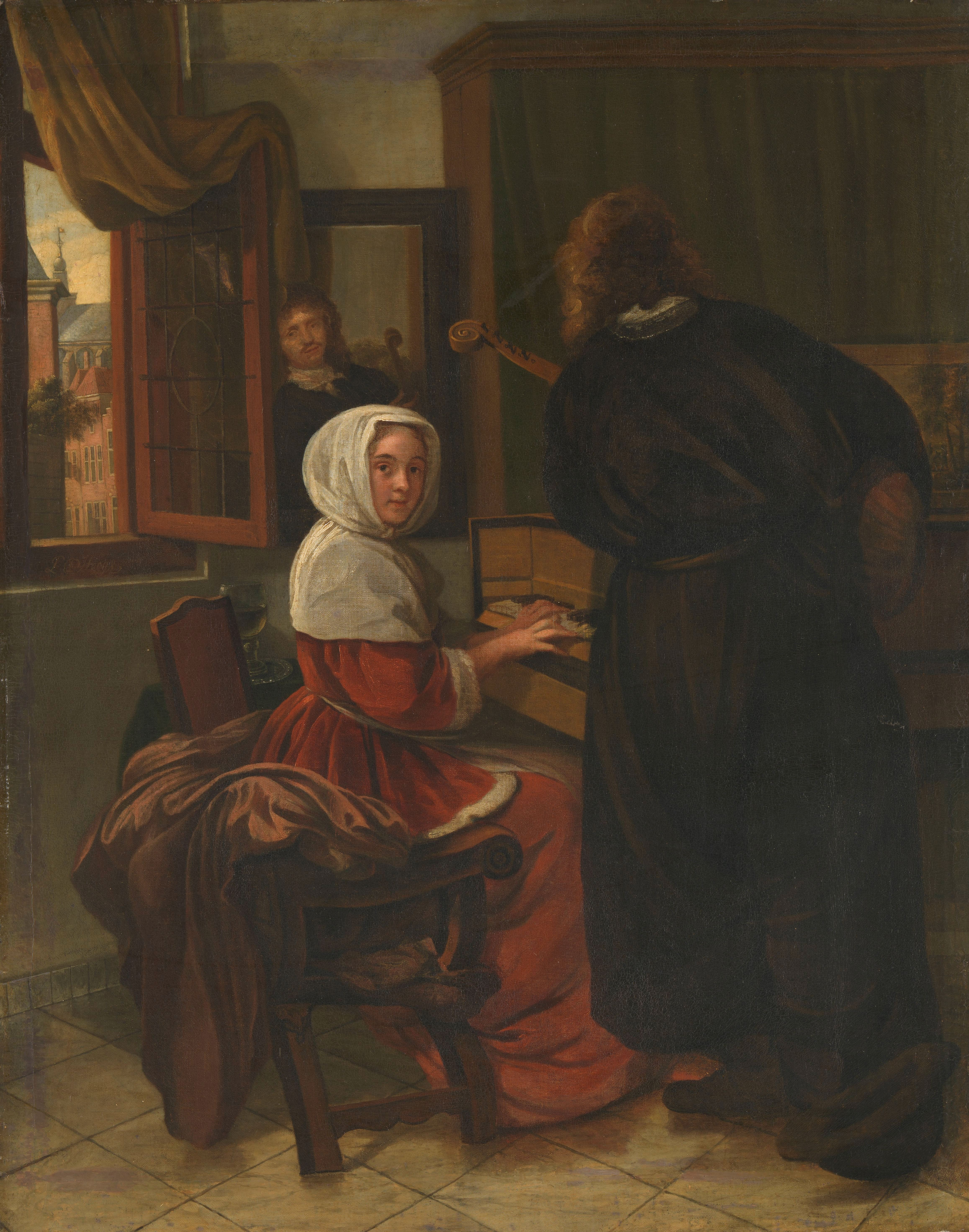
コルネリス・デ・マン『音楽を演奏する恋人たち』1670年-1680年ごろ アムステルダム国立美術館所蔵